# Vicky Luengo

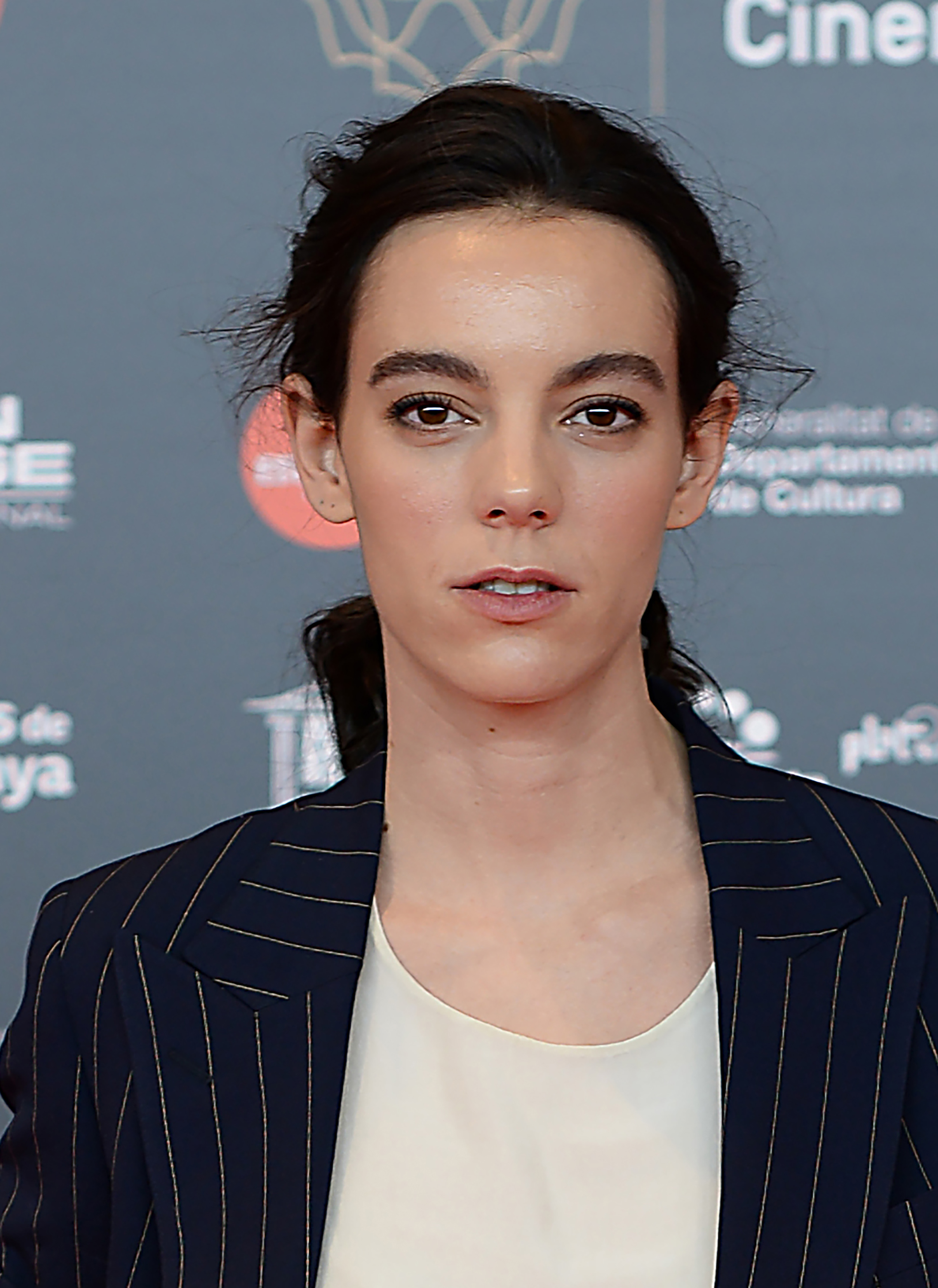
Vicky Luengo (2020)

Victoria „Vicky“ Luengo Saez (* 7. April 1990 in Palma, Mallorca) ist eine spanische Schauspielerin.

## Leben
Luengo wurde am 7. April 1990 in Palma auf der Insel Mallorca geboren. Im Alter von vier Jahren zog sie mit ihrer Mutter und ihrem Bruder nach Barcelona, wo sie aufwuchs.
Erste Erfahrungen als Schauspielerin sammelte sie ab ihrem 14. Lebensjahr in einer Reihe von Bühnenstücken. Seit 2013 gehört sie zum Ensemble des Teatre Nacional de Catalunya in Barcelona. Sie debütierte 2007 im Fernsehfilm Rumors als Schauspielerin. Ihre erste größere Rolle hatte sie 2010 in der Fernsehserie La pecera de Eva in der Rolle der Ari. Sie verkörperte die Rolle in insgesamt 36 Episoden. Im Folgejahr spielte sie in der Fernsehserie Homicidios in 13 Episoden die Rolle der María Losada. Von 2012 bis 2017 stellte sie die Rolle der Míriam in insgesamt 43 Episoden der Fernsehserie La Riera dar. 2019 folgten die Rolle der Raquel Ramírez in der Fernsehserie Secretos de Estado sowie 2020 die Rolle der Natalia in der Fernsehserie Madres. Amor y vida und die Rolle der Laia Urquijo in der Fernsehserie Antidisturbios – Bereitschaftspolizei. 2022 war sie in der Rolle der Emma Castillo in der Podcast-Serie Blum zu sehen.

## Filmografie (Auswahl)
- 2007: Rumors (Fernsehfilm)
- 2008: Recuerda (Kurzfilm)
- 2009: Hospital Central (Fernsehserie, Episode 16x17)
- 2009: Canción de cuna (Kurzfilm)
- 2009: Día cero (Kurzfilm)
- 2010: El pacto (Miniserie, 2 Episoden)
- 2010: Punto de no retorno (Kurzfilm)
- 2010: La pecera de Eva (Fernsehserie, 36 Episoden)
- 2011: La Trinca: biografia no autoritzada (Fernsehfilm)
- 2011: Carmen (Fernsehfilm)
- 2011: Club Super 3 (Fernsehserie)
- 2011: Homicidios (Fernsehserie, 13 Episoden)
- 2012: El don de Alba (Fernsehserie, Episode 1x01)
- 2012–2017: La Riera (Fernsehserie, 43 Episoden)
- 2013: Salaó (Miniserie, Episode 1x02)
- 2013: Camping paradis (Fernsehserie, Episode 5x03)
- 2013: Tu cubata detonante (Kurzfilm)
- 2014: Lágrimas azules (Kurzfilm)
- 2014: Wax
- 2014: Born
- 2015: Barcelona, nit d'hivern
- 2016: Waste (Kurzfilm)
- 2016: Su (Kurzfilm)
- 2017: Vacío (Kurzfilm)
- 2017: Blue Rai
- 2017: Trobar-te (Kurzfilm)
- 2017: Os fillos do sol (Fernsehfilm)
- 2018: Die Gesetze der Thermodynamik (Las leyes de la termodinámica)
- 2018: Un país extraño (Kurzfilm)
- 2019: Secretos de Estado (Fernsehserie, 13 Episoden)
- 2019: Algo por ahí (Kurzfilm)
- 2020: I'm Being Me
- 2020: Elsa (Kurzfilm)
- 2020: Dein Zuhause gehört mir (Hogar)
- 2020: Madres. Amor y vida (Fernsehserie, 12 Episoden)
- 2020: Antidisturbios – Bereitschaftspolizei (Antidisturbios, Miniserie, 6 Episoden)
- 2021: El sustituto
- 2021: Chavalas
- 2021: Historias para no dormir (Miniserie, Episode 1x04)
- 2022: Blum (Fernsehserie, 9 Episoden)
- 2022: Suro
- 2024: The Room Next Door
- 2024: Verano en diciembre
- seit 2024: Reina Roja (Fernsehserie)